# Ahlerich
Ahlerich (né le 20 mai 1971, mort en 1992) est un cheval du stud-book Westphalien, champion olympique aux Jeux olympiques d'été de 1984 de dressage à Los Angeles avec Reiner Klimke comme cavalier.

## Histoire
Klimke acquiert Ahlerich lors d'une vente aux enchères en 1975 à Warendorf, pour 42 000 DM, soit bien plus que la mise de départ. Il le confie ensuite à Ferdinand Dohmen, le président de l'association de la race westphalienne. Le cheval dispute son premier Grand Prix en 1978.
Il enchaîne les grandes victoires : champion du monde en 1982 à Lausanne, champion d'Europe par équipe en 1983, champion olympique en 1984. En 1985, il remporte le titre européen en individuel et en équipe à Copenhague. Il remporte la médaille d'or par équipe aux Jeux olympiques d'été de 1988 à Séoul.
Il meurt en 1992, à l'âge de 21 ans, des suites de coliques.